# Rhabdodon

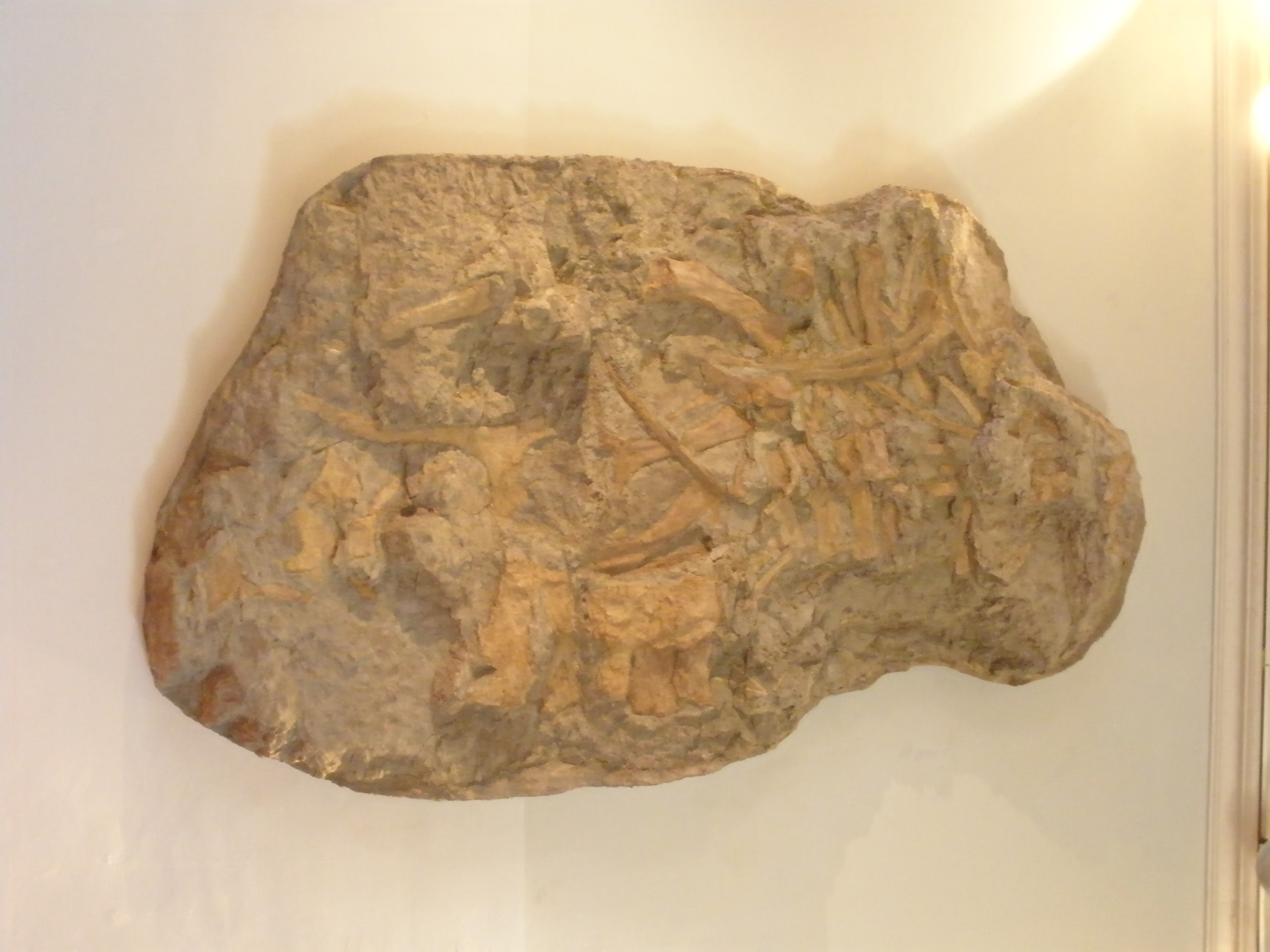
A R. priscus fosszíliája

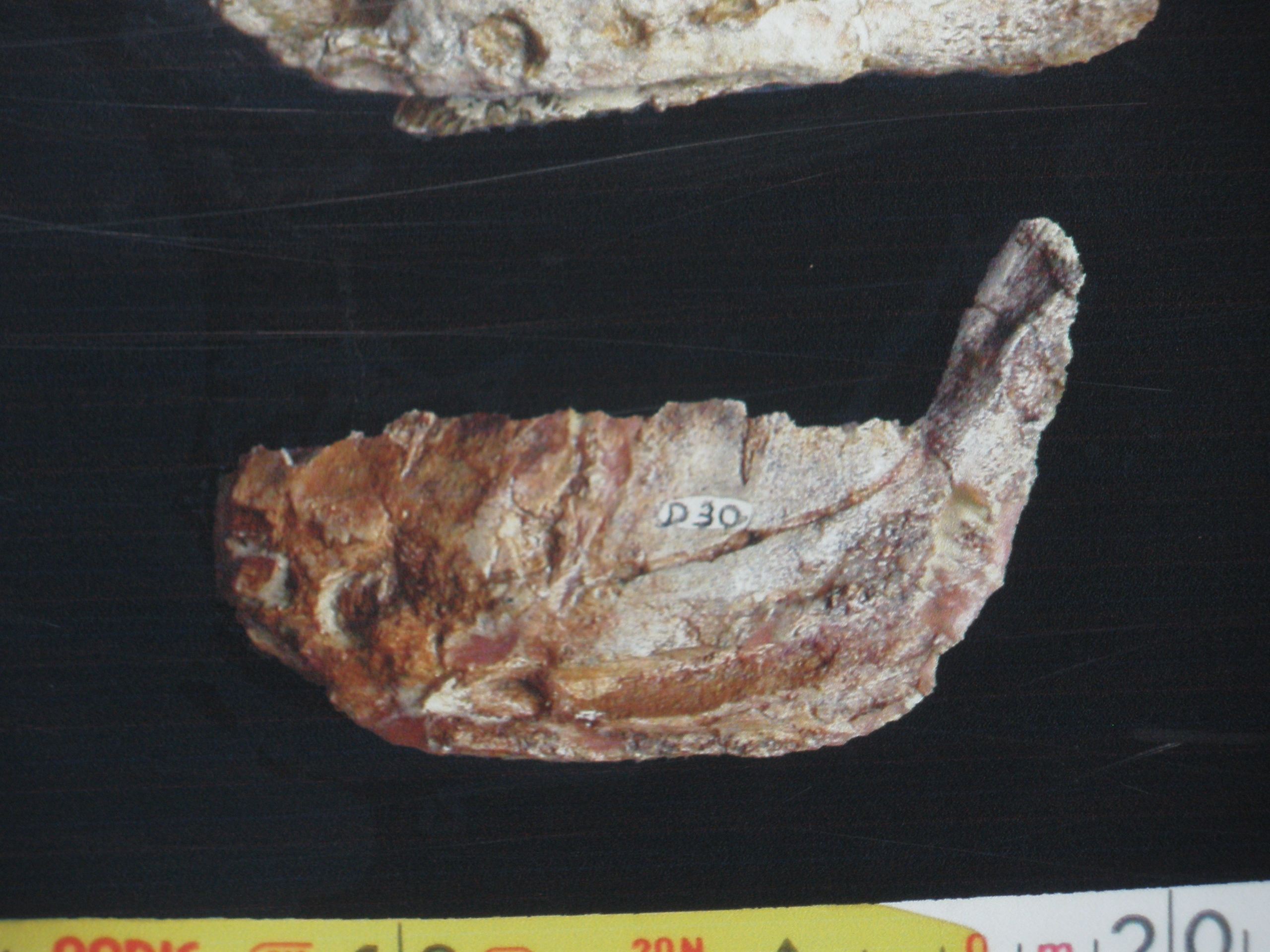
A R. septimanicus fosszíliája

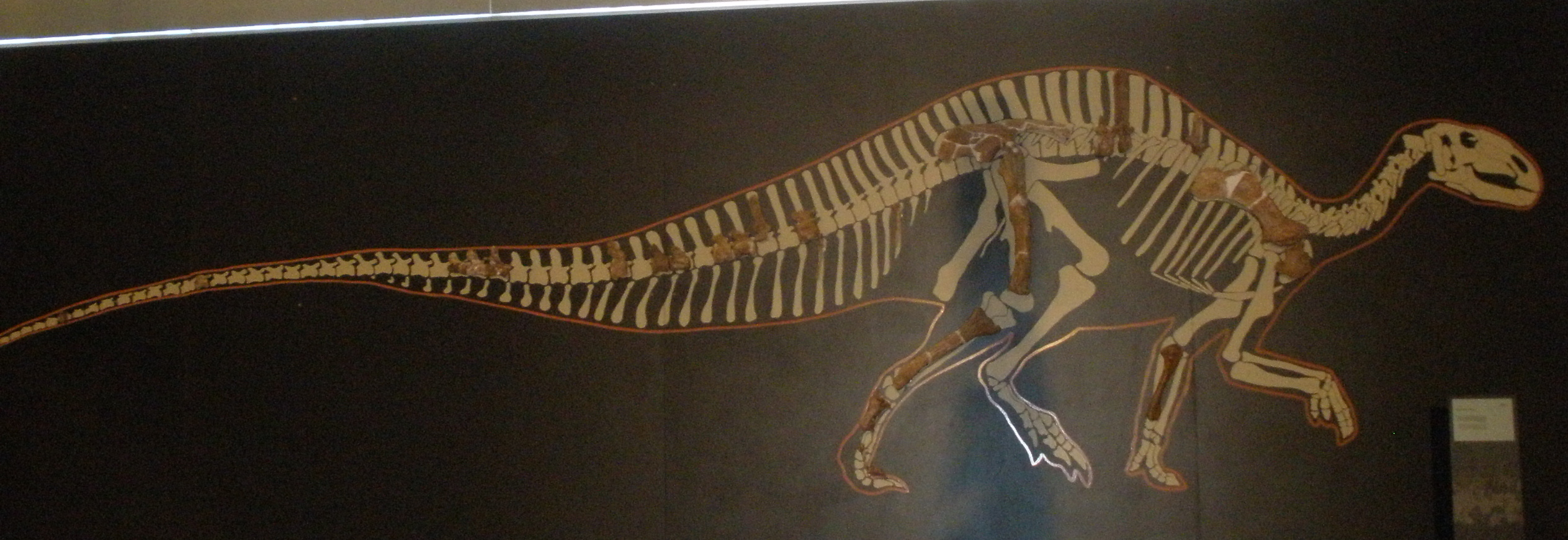
A Rhabdodon priscus csontvázának rekonstrukciója, a fosszilis maradványok feltüntetésével

A Rhabdodon (jelentése 'hornyolt fog') a növényevő dinoszauruszok egyik neme, amely Európa területén, a késő kréta korban, körülbelül 70 millió évvel ezelőtt élt. Tisztázatlan, hogy iguanodontia vagy hypsilophodontida volt, vagy esetleg egy „elveszett láncszem” e két csoport között. A jelenlegi bizonyíték alapján a Tenontosaurushoz hasonló iguanodontia volt. Típusfaja a Rhabdodon priscus, a második R. septimanicus nevű fajról pedig (Buffetaut és Le Loeuff) 1991-ben készítettek leírást, azonban lehetséges, hogy ez a példány is a típusfajhoz tartozik. A Rhabdodon maradványai Spanyolország, és Franciaország lelőhelyeiről kerültek elő, de a Rhabdodontidae család más tagjai Ausztriából, Magyarországról és Romániából is ismertek. Egy nagyon hasonló dinoszaurusz maradványai (felkarcsont és lábcsont töredékek) Csehországból is ismertté váltak. Nagyjából 6 méteres testhosszúságot érhetett el.

## Popkulturális hatás
A Rhabdodon látható a Discovery Channel által készített Dinoszauruszok bolygója című sorozat egyik részében, bár a műsor az állatra „törpe Iguanodonként” hivatkozik.

## Fordítás
- Ez a szócikk részben vagy egészben a Rhabdodon című angol Wikipédia-szócikk ezen változatának fordításán alapul.  Az eredeti cikk szerkesztőit annak laptörténete sorolja fel. Ez a jelzés csupán a megfogalmazás eredetét és a szerzői jogokat jelzi, nem szolgál a cikkben szereplő információk forrásmegjelöléseként.